# 林恩斯王国

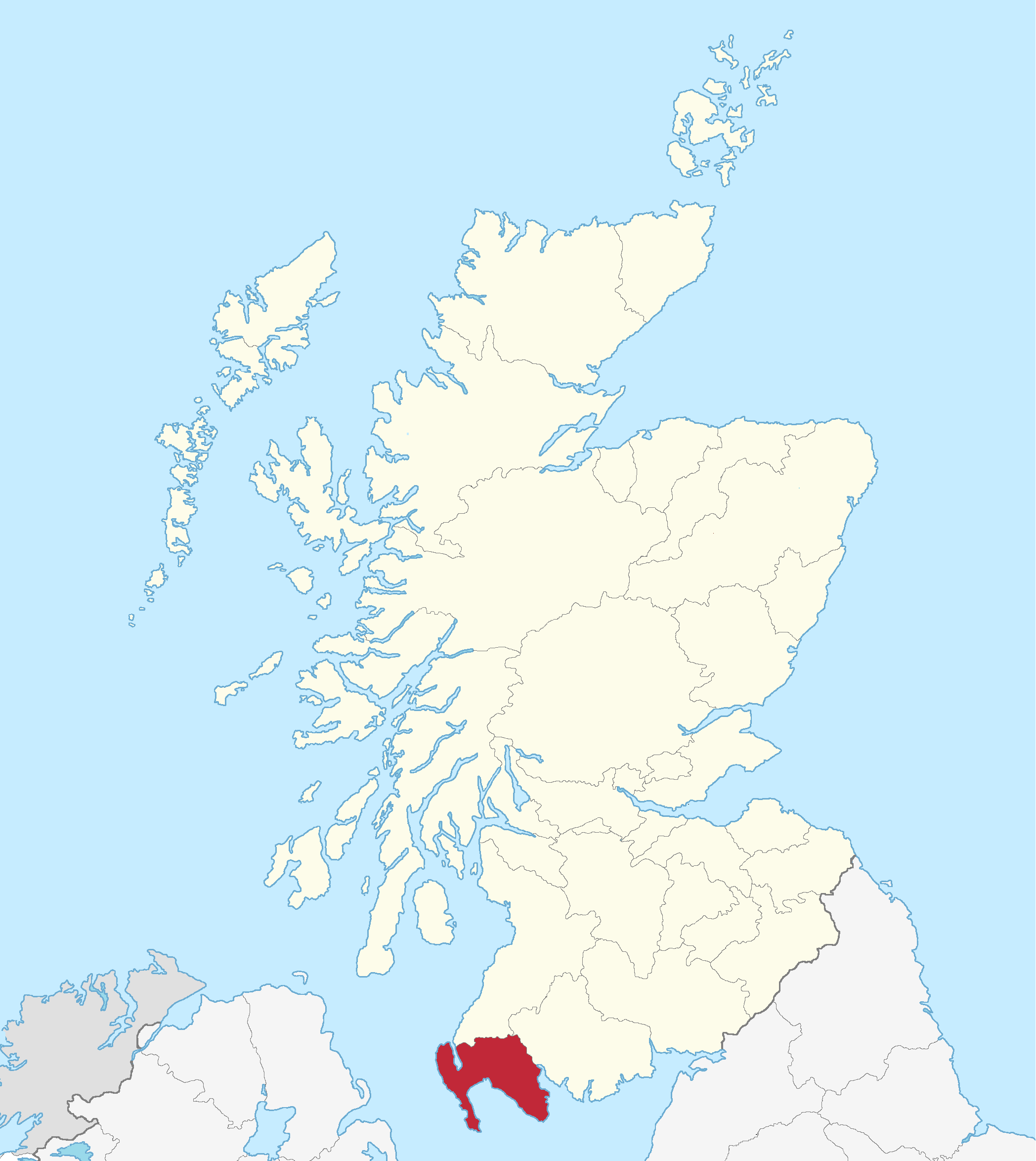
威格顿郡在苏格兰的位置；威格顿郡包含林恩斯王国的领土。

林恩斯王国（英語：Kingdom of the Rhinns），又称纳伦纳（Na Renna），是一个出现在11世纪记载中的诺斯-盖尔人王国。林恩斯是中世纪苏格兰的一个省，与法里恩斯一起组成后来的威格顿郡。《安古斯圣人录》提供了该王国11世纪疆域的一些线索：敦雷赫特（今邓拉吉特）和弗特尔纳（今惠特霍恩）据说位于该王国内部，说明其版图涵盖了后来的整个威格顿郡。

## 已知的统治者列表
- 阿姆莱布·麦克·希特里乌克（英语：Amlaíb mac Sitriuc）（死于1034年）
- 埃赫马尔卡赫·麦克·拉格纳尔（英语：Echmarcach mac Ragnaill）（死于1065年）
- 麦克·孔加尔（死于1093年）